# Al-Qamishli (district)
Al-Qamishli (Arabisch: القامشلي) is een district in het gouvernement Al-Hasakah in noordoosten van Syrië. Het administratieve centrum is de stad Qamishli.
Bij de laatste officiële volkstelling van 2004 (voor de Syrische Burgeroorlog) had het district 425.580 inwoners.